# Dasypolia powelli
Dasypolia powelli är en fjärilsart som beskrevs av Charles E. Rungs 1950. Dasypolia powelli ingår i släktet Dasypolia och familjen nattflyn. Inga underarter finns listade i Catalogue of Life.